# 1996年金沙薩An-32墜機事件
1996年金沙薩An-32墜機事件是非洲航空一班航班，1996年1月8日，一架安托諾夫 An-32客機失控墜毀於金沙薩大型市集中，雖然機上人員生還，但卻造成地上227人死亡。